# Jonathan Jiménez
Jonathan David Jiménez Guzmán (ur. 12 lipca 1992 w San Salvador) – salwadorski piłkarz występujący na pozycji lewego obrońcy, reprezentant Salwadoru, od 2017 roku zawodnik Alianzy.